# Белавшек
Белавшек (словен. Belavšek) — поселення в общині Видем, Подравський регіон‎, Словенія.